# Jordan 191
O 191 é o primeiro modelo da Jordan da temporada de 1991 de Fórmula 1. Condutores: Bertrand Gachot, Andrea de Cesaris, Michael Schumacher, Roberto Moreno e Alessandro Zanardi.
Na 5ª prova do campeonato, o Grande Prêmio do Canadá, a equipe marcou os primeiros pontos no ano de estreia com os dois carros: 4º com de Cesaris e 5º lugar com Gachot.
O chassi 191 foi o primeiro carro na carreira de Michael Schumacher na Fórmula 1.

## Resultados[1]
(legenda) (em itálico indica volta mais rápida)
| Ano  | Chassi | Motor        | Pneus | N° | Pilotos            | 1   | 2   | 3   | 4   | 5   | 6   | 7   | 8   | 9   | 10  | 11  | 12  | 13  | 14  | 15  | 16  | Pontos | Posição |  |
| ---- | ------ | ------------ | ----- | -- | ------------------ | --- | --- | --- | --- | --- | --- | --- | --- | --- | --- | --- | --- | --- | --- | --- | --- | ------ | ------- |  |
|      |        |              |       |    |                    |     |     |     |     |     |     |     |     |     |     |     |     |     |     |     |     |        |         |  |
|      |        |              |       |    |                    | USA | BRA | SMR | MON | CAN | MEX | FRA | GBR | GER | HUN | BEL | ITA | POR | ESP | JPN | AUS |        |         |  |
| 1991 | 191    | Ford HBA4 V8 | G     | 32 | Bertrand Gachot    | 10  | 13  | Ret | 8   | 5   | Ret | Ret | 6   | 6   | 9   |     |     |     |     |     |     | 13     | 5º      |  |
| 1991 | 191    | Ford HBA4 V8 | G     | 32 | Michael Schumacher |     |     |     |     |     |     |     |     |     |     | Ret |     |     |     |     |     | 13     | 5º      |  |
| 1991 | 191    | Ford HBA4 V8 | G     | 32 | Roberto Moreno     |     |     |     |     |     |     |     |     |     |     |     | Ret | 10  |     |     |     | 13     | 5º      |  |
| 1991 | 191    | Ford HBA4 V8 | G     | 32 | Alessandro Zanardi |     |     |     |     |     |     |     |     |     |     |     |     |     | 9   | Ret | 9   | 13     | 5º      |  |
| 1991 | 191    | Ford HBA4 V8 | G     | 33 | Andrea de Cesaris  | NPQ | Ret | Ret | Ret | 4   | 4   | 6   | Ret | 5   | 7   | 13  | 7   | 8   | Ret | Ret | 8   | 13     | 5º      |  |